# Marco Lehmann
Pour les articles homonymes, voir Lehmann.
Marco Lehmann est un joueur suisse de basket-ball et de basket-ball à trois, né le 28 octobre 1993 à Bülach dans le canton de Zurich. Il évolue au poste d'ailier. 

## Biographie
Marco Lehmann naît le 28 octobre 1993 à Bülach, dans le canton de Zurich,. Sa mère joue au basket en ligue nationale B (LNB) dans le club zurichois Opfikon Basket.
Après une formation de jardinier paysagiste, il étudie l'architecture du paysage à l'école technique de Rapperswil.
Il est le premier professionnel suisse d'un sport collectif à affirmer publiquement son homosexualité, en janvier 2021 dans le Tages-Anzeiger,, près d'un an après le lutteur Curdin Orlik, qui l'a conseillé et soutenu pour franchir le pas,. Il confie alors avoir connu une période dépressive de quatre mois après Noël 2019 à cause de la double vie qu'il avait été obligé de mener jusque-là,,,.
Il vit à Kloten.

## Carrière sportive
Mario Lehmann joue en position d'ailier.
Il commence sa carrière professionnelle en 2012, dans le club Alte Kanti Aarau en LNB.
Il est deux fois champion de LNB, élu deux fois meilleur joueur de moins de 23 ans de LNB et meilleur marqueur de LNA en 2016/2017, avec 14,42 points en moyenne par match sur la saison régulière.

### Basketball à trois
Marco Lehmann joue aussi au basket-ball à trois, au sein de la Team Lausanne et de l'équipe nationale suisse. 
Son équipe fait partie des meilleures du monde, et il est considéré comme l'un des meilleurs tireurs de la discipline.
En août 2022, son équipe décroche la deuxième place lors de la quatrième étape du World Tour à Lausanne.

## Clubs
- 2021-2022 : Swiss Central Basket (de) (Lucerne ; LNA)[11]
- 2019-2020 : Fribourg Olympic Basket (LNA)[7]
- 2016-2019 : Swiss Central Basket (de) (Lucerne ; LNA)[7]
- 2015-2016 : Grasshoppers (LNB)[3]
- 2012-2015 : Alte Kanti Aarau (LNB)[11]
- Opfikon Basket (13 ans)[3]